# Leptotarsus (Araucomyia) paulseni
Leptotarsus (Araucomyia) paulseni is een tweevleugelige uit de familie langpootmuggen (Tipulidae). De soort komt voor in het Neotropisch gebied.